# Гурко (дворянский род)
Гурко или Ромейко-Гурко — литовско-белорусский дворянский род герба Гурко.
Родоначальником их был Гурко (Гурий) Олехрович Ромейко, наместник смоленский в воеводстве Витебском (1539). Потомки его приняли фамилию Гурко. Правнук его, Андрей, во время войны 1654-56 гг. взят в плен русскими. Старший сын его, ротмистр Даниил, остался в русском подданстве.
Его единственная внучка вышла за кн. Илью Друцкого-Соколинского, принявшего[прояснить] в 1723 г. фамилию Ромейко-Гурко; потомки их именуются Друцкими-Соколинскими-Ромейко-Гурко. Младший сын Андрея остался в Польше. Из его потомков Иосиф Александрович Гурко ((1782—1857) был сенатором; Владимир Иосифович (1795—1852) — начальником всех резервных и запасных войск; Иосиф Владимирович — варшавский ген.-губ. (1828—1901).
Род Гурко внесён в VI часть родословной книги Могилёвской губернии.
Согласно другой версии, род Гурко ведёт своё происхождение от Гурко (Юрия) Фёдоровича, сына боярина Фёдора пребывавшего на службе у князей Острожских. Братом Гурко Фёдоровича был Костюшко Фёдорович.

## Описание герба
В красном поле две круглые скобы в виде полумесяцев, обращённые к правой и левой сторонам щита и соединённые двумя перекладинами, из которых верхняя прямая, а нижняя косая от права влево. На верхней перекладине поставлено остриём вверх копьё. На шлеме три страусовых пера. Герб Ромейко-Гурко внесён в Часть 12 Сборника дипломных гербов Российского Дворянства, не внесенных в Общий Гербовник, стр. 44.
Первоначально скобы имели вид загнутых на углах крюков. Ср. герб Ясенецкий-Война общего с Гурко прозвания Ромейко. Это герб рода Гурко.